# Javier García
Javier Hernán García (ur. 29 stycznia 1987 w Buenos Aires) – argentyński piłkarz występujący na pozycji bramkarza. Zawodnik klubu Boca Juniors.

## Kariera klubowa
García zawodową karierę rozpoczynał w sezonie 2008/2009 w zespole Boca Juniors z Primera División Argentina. W tych rozgrywkach zadebiutował 24 sierpnia 2008 roku w wygranym 2:1 pojedynku z Lanúsem. W tym samym roku zdobył z zespołem mistrzostwo fazy Apertura oraz Recopa Sudamericana.

## Kariera reprezentacyjna
W reprezentacji Argentyny García zadebiutował 17 marca 2011 roku w wygranym 4:1 towarzyskim meczu z Wenezuelą. W 2007 roku wraz z kadrą U-20 zdobył Mistrzostwo Świata.